# Валентин
Валентин (око 100 – 160) је био антички филозоф и теолог, најзнаменитији представник ранохришћанског гностицизма.

## Живот
Рођен је почетком 2. века у Александрији (око 100-112. године). У почетку подучава у родном Египту а од 135. па до 160. у Риму. Према Тертулијану, Валентин је „очекивао да постане епископ (односно римски папа), будући човек способан, паметан и елоквентан.“ Али Валентин, наводно „раскида са правоверном црквом“ зато што је други уместо њега постављен на то место.
Крштени хришћанин, Валентин прихвата вероисповест и учествује у заједничком хришћанском богослужењу. Али после крштења, Валентин сања визионарски сан у којем му се Логос привиђа у лику новорођенчета. Он ту визију тумачи као подстицај да отпочне духовно истраживање. Чувши о учитељу по имену Теуда, који је тврдио да је примио тајно учење лично од апостола Павла, Валентин постаје његов ученик. Научивши све што је могао од њега, Валентин и сам постаје учитељ. Он непрестано проширује своје знање духовним истраживањима и подстиче ученике да развијају сопствену унутрашњу способност духовне спознаје. Такође подстиче вернике да превазиђу дословна тумачења светих списа како би испитали дубље значење Јеванђеља. Он сматра да човек тако може напредовати од вере ка знању (гноси). 

## Учење
По Валентину, Бог је антропоморфна слика истинског божанског извора, темеља свеколиког бића, неизрециви, неописиви извор који се описује речима „дубина“ или „понор“. Валентин га такође описује као „Отац свега“. Сматра се да је можда сам Валентин аутор неканонског Јеванћеља Истине.
Валентин се није спорио са црквеном влашћу. Он је сматрао да су крштење и исповедање заједничке вере у Бога и Христа неопходни за почетнике у вери. Валентин и његове присталице не одбацују догме нити моралне норме које је црква прописала. Али они у цркви разликују два различита типа хришћана: душевне (гр: психики; који веру примају душом) и духовне (гр: пневматики; који духом теже ка спознаји). 

## Валентиновци
Будући да су Валентин и његови истомишљеници јавно примали крштење, присуствовали заједничким богослужењима и исповедали исту веру, већина хришћана их је сматрала као и остале вернике, а они су се са тим слагали. Међутим, једну генерацију након Валентиновог учитељевања у Риму, његов покрет стиче приличан број присталица широм хришћанског света, а нарочито међу образованијим члановима цркве. Тертулијан се жали да су често „највернији, најмудрији и најистакнутији чланови цркве ... ти који прелазе другој страни“. Иринеј, епископ Лиона крајем 2. века, наилази међу својом паством на активне валентинске учитеље, који су позивали вернике на тајне састанке, где би могли постављати питања о вери и расправљати о њеном „дубљем значењу“. На тим окупљањима, одржаваним без епископовог одобрења, се износе идеје које Иринеј сматра богохулнима. Верници који су присуствовали овим састанцима су, између осталог, могли чути да је епископ Иринеј, иако добар човек, хришћанин ограниченог разумевања, који не напредује од вере као знању (гноси).
Иринеј и делу „Против јереси“ каже да му је познато да Валентинови следбеници себе сматрају људима који реформишу цркву и подижу ниво духовног разумевања, али он сматра да никакво добро које они постигну не може надокнадити штету коју наносе „комадајући велико и славно тело Христово“, цркву. Иринеја, између осталог, узнемирује изузетна привлачност Валентиновог учења за жене хришћанке, које су током 2. века биле све више искључиване из активног учешћа у правоверној цркви. Валентинци позивају жене да, између осталог, учествују у давању причешће. 
Иако се валентински хришћани слажу да су епископове моралне поруке неопходне душевним хришћанима, они себе сматрају изузетком, присвајајући себи слободу да доносе сопствене одлуке о стварима о којима су црквене старешине забрањивале. Неки валентинци, каже Иринеј, с породицама и пријатељима посећују паганске фестивале, сматрајући да их то не може упрљати. 
Сматра се да је аутор неканонског Јеванћеља по Филипу неки Валентин ученик по имену Филип.

## Наводи
1. 1 2  Елен Пејџелс, Порекло Сатане
2. 1 2  Elejn Pejgels, Gnostička jevanđelja
3. 1 2  Иринеј, Противу јереси